# Hayes, Bromley
Hayes är en ort i Storbritannien.   Den ligger i grevskapet Greater London och riksdelen England, i den södra delen av landet, 18 km sydost om huvudstaden London. Hayes ligger 71 meter över havet och antalet invånare är 7 078.
Terrängen runt Hayes är lite kuperad, och sluttar norrut. Runt Hayes är det mycket tätbefolkat, med 1 956 invånare per kvadratkilometer. Närmaste större samhälle är City of London, 16,8 km nordväst om Hayes. Runt Hayes är det i huvudsak tätbebyggt.